# 19573 Cummings
19573 Cummings este un asteroid din centura principală de asteroizi.

## Descriere
19573 Cummings este un asteroid din centura principală de asteroizi. A fost descoperit pe 9 iunie 1999 la Socorro, New Mexico, în cadrul proiectului LINEAR. Asteroidul prezintă o orbită caracterizată de o semiaxă mare de 2,27 ua, o excentricitate de 0,15 și o înclinație de 6,6° în raport cu ecliptica.